# Patrick Paauwe
Patrick Paauwe ('t Harde, 27 dicembre 1975) è un ex calciatore olandese, di ruolo centrocampista difensivo.

## Biografia
È fratello maggiore dell'ex portiere del Twente Cees Paauwe.

## Carriera

### Club

#### PSV e De Graafschap
Dopo aver militato nelle giovanili di squadre dilettanti, a 18 anni Paauwe viene prelevato dal PSV. Ad Eindhoven riesce a disputare soltanto cinque partite e viene quindi ceduto al De Graafschap dove gioca più continuità.

#### Fortuna Sittard
Nel 1996 passa al Fortuna Sittard dove gioca da titolare due stagioni in Eredivisie. Nella prima annata il club raggiunge una tranquilla salvezza, mentre nella seconda arriva la qualificazione alla Coppa Intertoto 1998.

#### Feyenoord
Le sue buone prestazioni a Sittard convincono i dirigenti del blasonato Feyenoord ad acquistarlo nell'estate 1998. Partito subito titolare col club di Rotterdam, Paauwe conquista al primo anno col Feyenoord il Campionato olandese, seguito dalla vittoria in Supercoppa dei Paesi Bassi.
Nei successivi due anni non giungono trofei ma il giocatore si ritaglia un posto di rilievo nella difesa della formazione di van Marwijk. Nel 2002 arriva il successo europeo, ovvero la vittoria in Coppa UEFA in finale contro il Borussia Dortmund. Rimane al Feyenoord fino al 2006, collezionando in otto anni 229 presenze e 25 reti in massima serie olandese.

#### Valenciennes e Borussia M'gladbach

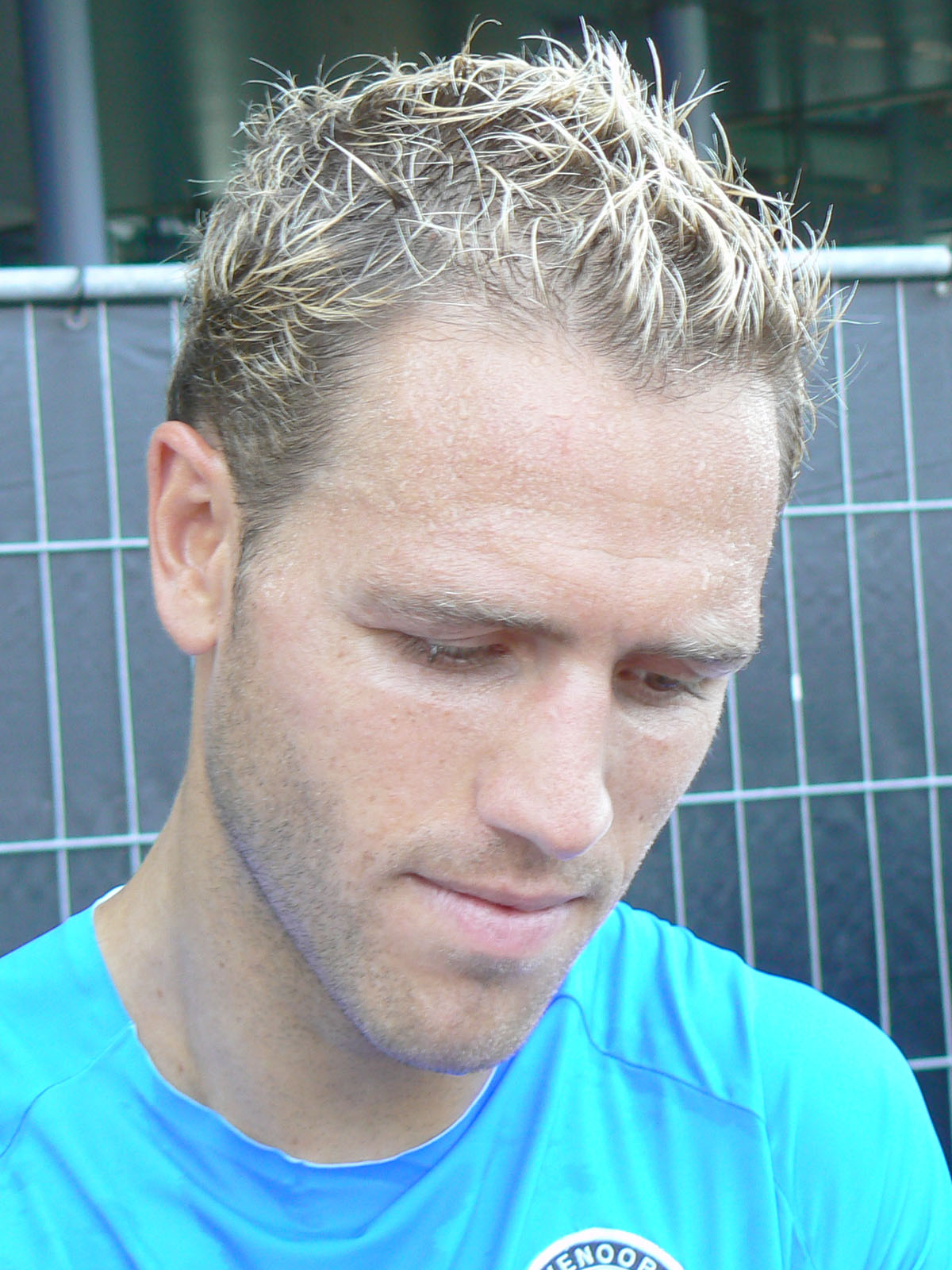
Patrick Paauwe.

Nel 2006 fece una breve esperienza nel campionato francese con il Valenciennes prima di essere acquistato nel 2007 dal Borussia Mönchengladbach appena sceso in Zweite Bundesliga.

#### VVV-Venlo
Dopo due stagioni passate in Germania viene ceduto agli olandesi del VVV-Venlo, appena promosso in massima divisione. Il 31 gennaio 2011 annuncia il ritiro dall'attività agonistica. In totale Patrick Paauwe ha collezionato 451 presenze e 40 gol nei club.

### Nazionale
Il 23 aprile 1996 esordisce con l'under-21 dell'Olanda nell'amichevole persa 0-2 contro i pari età della Germania. Nel 1998 partecipa all'Europeo di categoria in Romania, dove gli olandesi si fermano alle semifinali, perdendo ai rigori contro la Grecia.
Il 15 novembre 2000 Louis van Gaal fa esordire Paauwe con la nazionale maggiore degli Oranges nella sfida amichevole vinta 2-1 a Siviglia contro la Spagna. In tale incontro subentra a Kevin Hofland ad inizio secondo tempo. In seguito scendo in campo nella partita vinta 5-0 contro Andorra e nel successo per 4-2 contro l'Estonia, entrambi match validi per le qualificazioni al Mondiale 2002. Arrivano poi altri due scampoli di partita nelle amichevoli contro Inghilterra (1-1) e Spagna (successo per 1-0) del 2002, a seguito dei quali il difensore non verrà più impiegato nella nazionale olandese.

## Palmarès

### Club

#### Competizioni nazionali
- Campionato olandese: 1

Feyenoord: 1998-1999
- Supercoppa dei Paesi Bassi: 1

Feyenoord: 1999
- Campionato tedesco di seconda divisione: 1

Borussia M'gladbach: 2007-2008

#### Competizioni internazionali
- Coppa UEFA: 1

Feyenoord: 2001-2002